# Léon Accambray
Pour les articles homonymes, voir Accambray.
Léon Accambray, né le 2 mai 1868 à Ham (Somme) et mort le 13 août 1934 à Biarritz (Basses-Pyrénées), est un homme politique français. Il a été député radical-socialiste de l'Aisne de 1914 à 1932.
Plusieurs décennies après sa mort, il a été prouvé qu'il s'était rendu coupable d'espionnage et de haute trahison pendant la Première Guerre mondiale en renseignant l'Empire allemand.

## Biographie
Léon Accambray a fait ses études à l'École polytechnique et était capitaine puis commandant dans l'artillerie au début de la Grande Guerre. Élu député en 1914, il est membre de la Commission de l'armée pendant le conflit mondial, mais aussi journaliste pour Le Pays (1917).
Il est un des principaux artisans de la véritable guérilla menée par les élus de la gauche contre le général Joffre. Avec ses alliés socialistes, il exige une réunion à l'Assemblée générale en comité secret afin d'envisager le renvoi de Joffre et la réorganisation du haut commandement français.
Il profite de sa position et espionne pour le compte de l'armée allemande mais ses agissements ne seront connus que dans les années 60-70 grâce à l'étude de sources allemandes, bien après la mort d'Accambray.
Selon Fabienne Bock, « les rapports qu'il adresse au chef des services allemands de renseignement en Suisse ne contiennent à vrai dire guère d'informations » ; il disait s'appuyer sur le pacifisme de ses collègues et sur l'anglophobie des populations, dans les départements où stationnaient les troupes britanniques.

## Sources
- « Léon Accambray », dans le Dictionnaire des parlementaires français (1889-1940), sous la direction de Jean Jolly, PUF, 1960 [détail de l’édition]